# Volga (automobil)
Volga (ruski: Волга) je automobilski brand koji je nastao u Sovjetskom Savezu zamijenivši GAZ-M20 Pobedu 1956. godine.
Modernog dizajna, ona je postala simbol više klase u SSSR-u. Volgini automobili su se također tradicionalno koristi kao taxi, policijski presretači i vozila hitne pomoći.
Proizvedene su četiri generacije Volga automobila, svaka prolazi nekoliko ažuriranja tijekom godina proizvodnje.
Prvi automobil koji nose ime Volga bio je GAZ-21 razvijen ranih 1950-ih. Građena je s visokim razmakom od tla što joj daje poseban "visok" izgled, za razliku od "niskog" izgleda zapadnih automobila. Proizvodio se od 1956. do 1970. godine. 
Tvornica Volgi GAZ je u prosincu 2005.  najavila da će proizvodnja Volga osobnih automobila biti do kraja 2007. GAZ je naveo da će umjesto toga usredotoči na isplativiju proizvodnju kamiona, autobusa i komercijalnih vozila.  Međutim, u ljeto 2006., GAZ je promijenio svoju raniju odluku, najavljujući daljnja ulaganja u unapređenje stila i tehnologije Volgi. Početkom 2006. potpisan je sporazum s DaimlerChryslerom koji je stekao intelektualno vlasništvo za Chrysler Sebring, te izjavio da novi automobil ne bi smio nositi Volga brand.

## Podjela
- GAZ-M-21, GAZ-21
- GAZ-24
  - GAZ-24-10
- GAZ-3102
- GAZ-31029
- GAZ-3110
- GAZ-3111
- GAZ-31105
- GAZ Volga Siber

## Galerija
- GAZ-21 Volga
- GAZ-24 Volga
- GAZ-24-10 Volga
- GAZ-31029 Volga
- GAZ-3110 Volga
- GAZ-3111 Volga
- GAZ-31105 Volga
- GAZ Volga Siber

## Vanjske poveznice
- Službena stranica GAZ-a[neaktivna poveznica] (engl.) (rus.)